# Архиепархия Бенин-Сити

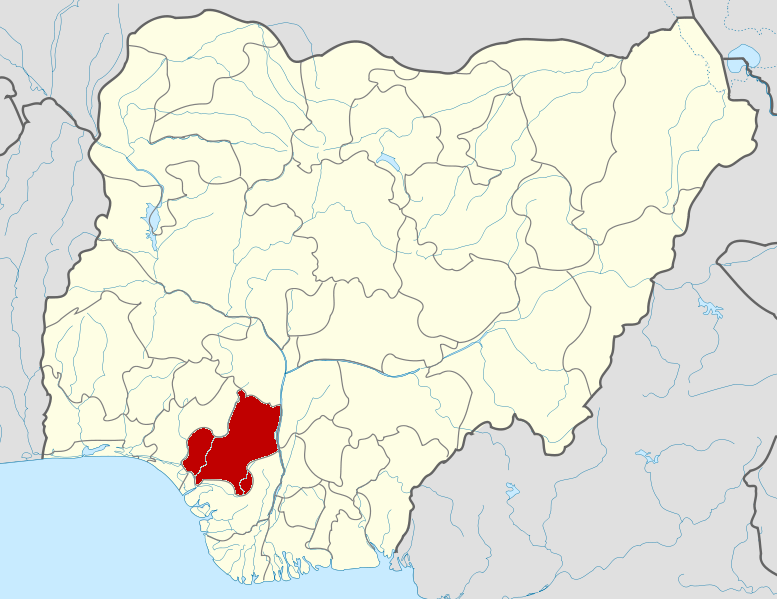
Расположение архиепархии Бенин-Сити на карте Нигерии

Архиепархия Бенин-Сити (лат. Archidioecesis Urbis Beninensis) — архиепархия Римско-Католической церкви c центром в городе Бенин-Сити, Нигерия. В митрополию Бенин-Сити входят епархии епархии Аучи, Варри, Исселе-Уку, Уроми. Кафедральным собором архиепархии Бенин-Сити является собор Святого Креста.

## История
2 мая 1884 года Святой Престол учредил апостольскую префектуру Нигера, выделив её из апостольского викариата Двух Гвиней (сегодня — Архиепархия Либревиля).
24 августа 1911 года апостольская префектура Нигера передала часть своей территории новой апостольской префектуре Восточной Нигерии (сегодня — Архиепархия Кадуны) и одновременно была переименована в апостольскую префектуру Западной Нигерии.
24 августа 1918 года Римский папа Бенедикт XV выпустил бреве «Summa afficimur laetitia», которой преобразовал апостольскую префектуру Западной Нигерии в апостольский викариат.
18 июля 1929 года апостольский викариат Западной Нигерии передал часть своей территории апостольскому викариату Восточной Нигерии и одновременно был переименован в апостольский викариат Северной Нигерию.
12 января 1943 года апостольский викариат Северной Нигерии был переименован в апостольский викариат Асабы-Бенина.
18 апреля 1950 года Римский папа Пий XII издал буллу «Laeto accepimus», которой преобразовал апостольский викариат Асабы-Бенина в епархию Бенин-Сити.
21 февраля 1955 года, 10 марта 1964 года и 5 июля 1973 года епархия Бенин-Сити передала часть своей территории новым апостольской префектуре Каббы (сегодня- Епархия Локоджи), епархиям Варри и Исселе-Уку.
26 марта 1994 года Римский папа Иоанн Павел II издал буллу «Multis nominibus», которой возвёл епархию Бенин-Сити в ранг архиепархии.
4 декабря 2002 года и 14 декабря 2005 года архиепархия Бенин-Сити передала часть своей территории новым епархиям Аучи и Уроми.

## Ординарии архиепархии
- епископ Carlo Zappa SMA[1] (1911—1917)
- епископ Thomas Broderick SMA (1918—1933)
- епископ Leo Hale Taylor SMA (1934—1939)
- епископ Патрик Джозеф Келли SMA (1939—1973)
- епископ Патрик Эбоселе Экпу (1973—1994)
- архиепископ Патрик Эбоселе Экпу (1994—2006)
- архиепископ Ричард Энтони Бёрк SPS (2007—2010)
  - епископ Антоний Оконкво Гбуджи (31.05.2010 - 18.03.2011), апостольский администратор;
- архиепископ Августин Обиора Акубезе (18.03.2011 — по настоящее время).

## Источник
- Annuario Pontificio, Libreria Editrice Vaticana, Città del Vaticano, 2003, ISBN 88-209-7422-3
- Бреве Summa afficimur laetitia Архивная копия от 3 марта 2013 на Wayback Machine, AAS 10 (1918), стр. 434  (лат.)
- Булла Laeto accepimus Архивная копия от 27 марта 2010 на Wayback Machine, AAS 42 (1950), стр. 615  (лат.)
- Булла Multis nominibus Архивная копия от 18 мая 2014 на Wayback Machine  (лат.)